# باربارا گرابوفسکا
باربارا گرابوفسکا (انگلیسی: Barbara Grabowska; ۲۸ نوامبر ۱۹۵۴ – ۱۲ اوت ۱۹۹۴) یک هنرپیشه اهل لهستان بود.
گرابوفسکا در سن ۳۹ سالگی درگذشت پیکر وی در نزدیکی مسیر راه‌آهن شهر چستوهووا پیدا شد.